# Leichtathletik-Länderkampf der Männer 1985 BR Deutschland – USA
| 12. Leichtathletik-Länderkampf mit bundesdeutscher Beteiligung 1985 | 12. Leichtathletik-Länderkampf mit bundesdeutscher Beteiligung 1985 |
| ------------------------------------------------------------------- | ------------------------------------------------------------------- |
|                                                                     |                                                                     |
| Ländervergleich der Männer: BR Deutschland – USA                    |                                                                     |
| Austragungsort                                                      | Bremen                                                              |
| Wettbewerbe                                                         | 21                                                                  |
| Datum                                                               | 29./30. Juni                                                        |
| 1. USA 2. FRG                                                       | 126 Punkte 095 Punkte                                               |
| Chronik                                                             |                                                                     |
| ← URS-FRG 7kampf (F)                                                | FRG-USA (F) →                                                       |

Im zwölften Vergleich des Länderkampfjahres 1985 traten die bundesdeutschen Männer wieder gegen eine Vertretung der weltstärksten Leichtathletiknation an. Die elf vorangegangenen Länderkämpfe gegen die USA hatten allesamt mit deutschen Niederlagen geendet. Die diesjährige Begegnung wurde am 29./30. Juni in Bremen ausgetragen. Auch die Frauen bestritten gleichzeitig am selben Ort einen eigenen Länderkampf gegen denselben Gegner.

## Modus
Auf dem Programm stand neben den bei Länderkämpfen der Männer üblichen zwanzig Disziplinen ein 10.000-Meter-Bahngehen, sodass insgesamt 21 Wettbewerbe stattfanden. Die beiden Bahnlangstreckenläufe über 5000 und 10.000 Meter würden verkürzt über 3000 und 5000 Meter ausgetragen. Aus dem olympischen Wettbewerbskatalog fehlten nur der 10.000-Meter-Lauf, der Marathonlauf, die beiden Gehdisziplinen sowie der Zehnkampf. Gewertet wurde in beiden Begegnungen nach dem Standardsystem.

## Ergebnis
In den meisten Teilbereichen waren die US-Athleten das überlegene Team. In den Einzelläufen erreichten die US-Amerikaner sechs Disziplinsiege bei vier Doppelerfolgen. Dem standen vier Siege bei einem Doppelerfolg der bundesdeutschen Vertreter gegenüber. Beide Staffeln sicherte sich die USA. Ganz ohne Erfolg blieb die Bundesrepublik im Gehen und in der Kategorie Sprung. Die USA entschied hier alle fünf Wettbewerbe bei zwei Doppelerfolgen für sich. Ganz leicht überlegen waren die bundesdeutschen Werfer. Beide Teams waren im Bereich Wurf/Stoß zwar je zweimal vorn, doch die Bundesrepublik sammelte zwei Doppelerfolge, während die USA nur auf einen Doppelerfolg kam. So stand am Ende ein erneuter US-amerikanischer Sieg mit 126 zu 95 Punkten.

## Legende
Kurze Übersicht zur Bedeutung der Symbolik – so üblicherweise auch in sonstigen Veröffentlichungen verwendet:
| NMW | keine Weite (No Mark) |

## Resultate

### 100 m
| Platz | Athlet         | Land | Zeit (s) |
| ----- | -------------- | ---- | -------- |
| 1     | Mike Morris    | USA  | 10,16    |
| 2     | Lee McNeill    | USA  | 10,25    |
| 3     | Christian Haas | FRG  | 10,38    |
| 4     | Fritz Heer     | FRG  | 10,52    |

Datum: 29. Juni
Wind: +2,6 m/s

### 200 m
| Platz | Athlet         | Land | Zeit (s) |
| ----- | -------------- | ---- | -------- |
| 1     | Ralf Lübke     | FRG  | 20,53    |
| 2     | Elliott Quow   | USA  | 20,73    |
| 3     | Gerhard Sewald | FRG  | 20,75    |
| 4     | Brady Crain    | USA  | 21,65    |

Datum: 30. Juni
Wind: +1,4 m/s

### 400 m
| Platz | Athlet          | Land | Zeit (s) |
| ----- | --------------- | ---- | -------- |
| 1     | Willie Caldwell | USA  | 46,18    |
| 2     | Erwin Skamrahl  | FRG  | 46,35    |
| 3     | Leroy Dixson    | USA  | 46,56    |
| 4     | Klaus Just      | FRG  | 46,97    |

Datum: 29. Juni

### 800 m
| Platz | Athlet           | Land | Zeit (min) |
| ----- | ---------------- | ---- | ---------- |
| 1     | Matthias Assmann | FRG  | 1:50,21    |
| 2     | Peter Braun      | FRG  | 1:50,81    |
| 3     | Eugene Sanders   | USA  | 1:50,93    |
| 4     | James Mays       | USA  | 1:51,77    |

Datum: 30. Juni

### 1500 m
| Platz | Athlet       | Land | Zeit (min) |
| ----- | ------------ | ---- | ---------- |
| 1     | Todd Harbour | USA  | 3:44,48    |
| 2     | Frank Assuma | USA  | 3:44,58    |
| 3     | Uwe Becker   | FRG  | 3:44,65    |
| 4     | Ralf Eckert  | FRG  | 3:45,30    |

Datum: 29. Juni

### 3000 m
| Platz | Athlet             | Land | Zeit (min) |
| ----- | ------------------ | ---- | ---------- |
| 1     | Doug Padilla       | USA  | 8:10,25    |
| 2     | Thomas Wessinghage | FRG  | 8:10,46    |
| 3     | Volker Welzel      | FRG  | 8:11,34    |
| 4     | Matt Centrowitz    | USA  | 8:12,23    |

Datum: 30. Juni

### 5000 m
| Platz | Athlet               | Land | Zeit (min) |
| ----- | -------------------- | ---- | ---------- |
| 1     | Keith Brantly        | USA  | 14:11,98   |
| 2     | James Sapienza       | USA  | 14:12,52   |
| 3     | Christoph Herle      | FRG  | 14:15,37   |
| 4     | Hans-Jürgen Orthmann | FRG  | 14:21,06   |

Datum: 29. Juni

### 110 m Hürden
| Platz | Athlet          | Land | Zeit (s) |
| ----- | --------------- | ---- | -------- |
| 1     | Roger Kingdom   | USA  | 13,31    |
| 2     | Cletus Clark    | USA  | 13,45    |
| 3     | Michael Radzey  | FRG  | 13,87    |
| 4     | Siegfried Wentz | FRG  | 13,95    |

Datum: 30. Juni
Wind: +0,8 m/s

### 400 m Hürden
| Platz | Athlet        | Land | Zeit (s) |
| ----- | ------------- | ---- | -------- |
| 1     | Harald Schmid | FRG  | 48,96    |
| 2     | Nat Page      | USA  | 50,27    |
| 3     | Uwe Schmitt   | FRG  | 50,35    |
| 4     | Dale Laverty  | USA  | 50,89    |

Datum: 29. Juni

### 3000 m Hindernis
| Platz | Athlet         | Land | Zeit (min) |
| ----- | -------------- | ---- | ---------- |
| 1     | Patriz Ilg     | FRG  | 8:29,60    |
| 2     | Brian Diemer   | USA  | 8:30,73    |
| 3     | James Cooper   | USA  | 8:35,86    |
| 4     | Rainer Schwarz | FRG  | 8:50,44    |

Datum: 30. Juni

### 4 × 100 m Staffel
| Platz | Besetzung      | Land                                                     | Zeit (s) |
| ----- | -------------- | -------------------------------------------------------- | -------- |
| 1     | USA            | Harvey Glance Steve Scott Darwin Cook Mike Morris        | 38,93    |
| 2     | BR Deutschland | Werner Bastians Christian Haas Gerhard Sewald Ralf Lübke | 39,26    |

Datum: 29. Juni

### 4 × 400 m Staffel
| Platz | Besetzung      | Land                                                    | Zeit (min) |
| ----- | -------------- | ------------------------------------------------------- | ---------- |
| 1     | USA            | Mark Rowe Willie Caldwell Darrell Robinson Ray Armstead | 3:03,68    |
| 2     | BR Deutschland | Uwe Schmitt Erwin Skamrahl Hartmut Weber Harald Schmid  | 3:03,84    |

Datum: 30. Juni

### 10.000 m Bahngehen
| Platz | Athlet               | Land | Zeit (min) |
| ----- | -------------------- | ---- | ---------- |
| 1     | Tim Lewis            | USA  | 40:20,57   |
| 2     | Marco Evoniuk        | USA  | 41:02,78   |
| 3     | Alfons Schwarz       | FRG  | 41:09,48   |
| 4     | Horst-Joachim Matern | FRG  | 42:33,51   |

Datum: 29. Juni

### Hochsprung
| Platz | Athlet           | Land | Höhe (m) |
| ----- | ---------------- | ---- | -------- |
| 1     | Brian Stanton    | USA  | 2,24     |
| 2     | Gerd Nagel       | FRG  | 2,24     |
| 3     | Lee Balkin       | USA  | 2,20     |
| 4     | Carlo Thränhardt | FRG  | 2,15     |

Datum: 29. Juni

### Stabhochsprung
| Platz | Athlet          | Land | Höhe (m) |
| ----- | --------------- | ---- | -------- |
| 1     | Billy Olson     | USA  | 5,30     |
| 2     | Joe Dial        | USA  | 5,30     |
| 3     | Jürgen Winkler  | FRG  | 5,20     |
| NMW   | Gerhard Schmidt | FRG  |          |

Datum: 29. Juni

### Weitsprung
| Platz | Athlet         | Land | Weite (m) |
| ----- | -------------- | ---- | --------- |
| 1     | Dannie Jackson | USA  | 7,75      |
| 2     | Jürgen Wörner  | FRG  | 7,67      |
| 3     | Markus Kessler | FRG  | 7,66      |
| 4     | Ron Waynes     | USA  | 7,58      |

Datum: 29. Juni

### Dreisprung
| Platz | Athlet         | Land | Weite (m) |
| ----- | -------------- | ---- | --------- |
| 1     | Willie Banks   | USA  | 17,34     |
| 2     | Ralf Jaros     | FRG  | 16,41     |
| 3     | Robert Cannon  | USA  | 16,40     |
| 4     | Wolfgang Knabe | FRG  | 15,80     |

Datum: 30. Juni

### Kugelstoßen
| Platz | Athlet         | Land | Weite (m) |
| ----- | -------------- | ---- | --------- |
| 1     | Kevin Akins    | USA  | 20,45     |
| 2     | Udo Gelhausen  | FRG  | 19,43     |
| 3     | Bernd Kneißler | FRG  | 18,95     |
| NMW   | Jesse Stuart   | USA  |           |

Datum: 29. Juni

### Diskuswurf
| Platz | Athlet         | Land | Weite (m) |
| ----- | -------------- | ---- | --------- |
| 1     | Alwin Wagner   | FRG  | 62,90     |
| 2     | Rolf Danneberg | FRG  | 62,16     |
| 3     | Judd Binley    | USA  | 60,32     |
| 4     | Greg McSeveney | USA  | 60,24     |

Datum: 29. Juni

### Hammerwurf
| Platz | Athlet           | Land | Weite (m) |
| ----- | ---------------- | ---- | --------- |
| 1     | Christoph Sahner | FRG  | 79,50     |
| 2     | Klaus Ploghaus   | FRG  | 76,82     |
| 3     | Jud Logan        | USA  | 76,58     |
| 4     | Dave McKenzie    | USA  | 69,80     |

Datum: 30. Juni

### Speerwurf
| Platz | Athlet           | Land | Weite (m) |
| ----- | ---------------- | ---- | --------- |
| 1     | Tom Jadwin       | USA  | 87,14     |
| 2     | Tom Petranoff    | USA  | 80,72     |
| 3     | Klaus Tafelmeier | FRG  | 80,66     |
| 4     | Wolfram Gambke   | FRG  | 72,16     |

Datum: 30. Juni